# Свиридова, Валентина Иосифовна

Валентина Свиридова. Чемпионат мира 1952

Валенти́на Ио́сифовна Свири́дова (до 1943 — Марчу́к) (1 сентября 1919 — 4 июля 2012) — советская волейболистка, игрок сборной СССР (1949—1952). Чемпионка мира 1952, двукратная чемпионка Европы, 9-кратная чемпионка СССР. Нападающая. Заслуженный мастер спорта СССР (1949).

## Биография
Родилась и начала заниматься волейболом в Москве. Выступала за команду «Локомотив»/«Метрострой» (Москва) (1936—1961). В её составе: 9-кратная чемпионка СССР (1939, 1945, 1946, 1948—1950, 1952, 1957, 1958), 7-кратный серебряный призёр чемпионатов СССР (1940, 1947, 1951, 1953—1955, 1960), обладатель Кубка СССР 1952. Первой в отечественном волейболе в середине 1940-х годов применила планирующую подачу.
В сборной СССР в официальных соревнованиях выступала в 1949—1952 годах. В её составе: чемпионка мира 1952, двукратная чемпионка Европы (1949 и 1950).
После окончания игровой карьеры работала тренером в ЦСК «Локомотив». В 1960-е годы — тренер московского «Локомотива».

## Награды
- Орден «За заслуги перед Отечеством» IV-й степени;
- Медаль «За оборону Москвы»;
- Медаль «В память 800-летия Москвы»;
- Медаль «В память 850-летия Москвы»;
- Юбилейная медаль «50 лет Победы в Великой Отечественной войне 1941—1945 гг.»;
- Юбилейная медаль «60 лет Победы в Великой Отечественной войне 1941—1945 гг.»;
- Юбилейная медаль «65 лет Победы в Великой Отечественной войне 1941—1945 гг.»;
- Знак «Отличник физической культуры и спорта СССР»;
- Почётный знак Всероссийской федерации волейбола «За заслуги в развитии волейбола в России».

## Семья
Сын Виктор Леонидович Свиридов (1944—2025) — советский волейболист, мастер спорта, спортивный корреспондент, автор ряда книг о волейболе, ответственный секретарь Всероссийской федерации волейбола (с 1994 года).

## Источник
- Волейбол. Энциклопедия/Сост. В. Л. Свиридов. Москва: Издательства «Человек» и «Спорт» — 2016.